# Hanna Neumeister
Hanna Neumeister, geborene Meyer (* 6. Juli 1920 in Bad Harzburg; † 1. Oktober 2010), war eine deutsche Politikerin (CDU) und Zahnärztin. Sie wirkte unter anderem gesundheitspolitisch.

## Leben und Wirken
Hanna Neumeister, Tochter von Elisabeth Meyer, geborene Brüblig, und des Oberstudiendirektors Ernst Meyer, besuchte die Oberschule in Nienburg/Weser und legte 1939 in Bremen die Abiturprüfung ab. Sie studierte dann zunächst in Hamburg Chemie, wurde aber 1942 vom DRK zum Kriegseinsatz in Lazaretten gerufen. Sie erhielt das Kriegsverdienstkreuz mit Schwertern. Ab 1946 studierte sie in Göttingen und später in Kiel Zahnmedizin und schloss das Studium 1949 mit dem Staatsexamen ab. 1950 wurde sie zum Dr. med. dent. promoviert. Von 1950 bis 1956 war sie als Assistentin an der Kieferklinik in Kiel, ab 1951 in Kreiensen und ab 1953 als Schulzahnärztin in Gandersheim tätig. 1956 eröffnete sie als Zahnärztin eine eigene Praxis in Greene (Einbeck). Sie war seit 1967 Mitglied der CDU, wurde Mitglied des Gemeinderats von Kreiensen und des Kreistags (ab 1969 als Fraktionsführerin). Von 1972 bis 1987 war Neumeister Mitglied des Deutschen Bundestages. Sie zog stets über die Landesliste Niedersachsen in den Bundestag ein. 1978 wurde sie Präsidentin der Bundesvereinigung für Gesundheitserziehung. Von 1980 bis 1988 war sie die Präsidentin der Deutschen Rheuma-Liga.
Hanna Neumeister war evangelisch, bis zu ihrer Scheidung mit dem Zahnarzt Max Neumeister verheiratet, lebte in Hildesheim (zuletzt im dortigen Christophorusstift) und hatte zwei Söhne (Axel und Thomas).
Als sie 1972 in den Deutschen Bundestag gewählt wurde, war sie dort nach dem Ausscheiden von Richard Tamblé die einzige Repräsentantin der Zahnärzteschaft. Nach ihrem vorausgegangenen langen Engagement in der Jugendzahnpflege, für die das Parlament in der Vergangenheit keine gesetzliche Grundlage hatte schaffen können, wurde der Ausbau der Prophylaxe für sie zu einem besonderen Anliegen. Chancen sah sie in der bereits vom Bundestag in Angriff genommenen Reform des Lebensmittelrechts (LMBG). In der ursprünglichen Fassung von 1971 enthielt der Entwurf für ein Gesetz zur Gesamtreform des Lebensmittelrechts eine Option für die Trinkwasserfluoridierung (TWF), wobei Landesregierungen nach Anhörung des Bundesgesundheitsamts (betreffend Zulassung von Ausnahmen) eine Rechtsverordnung hätten erlassen können. Dagegen intervenierte der Deutsche Verein des Gas- und Wasserfaches mit gesundheitlich und rechtlich relevanten Argumenten, so dass die Klausel wieder eliminiert wurde. In einem Entwurf, der dem Bundestag am 26. Februar 1973 zur Diskussion vorgelegt wurde, war die TWF mit keiner Zeile bedacht. Er wurde dann an verschiedene Ausschüsse überwiesen, innerhalb dieser Ausschüsse abschließend beraten und im Juni 1974 in überarbeiteter Form dem Bundestag zum Beschluss vorgelegt. Hierin fand sich nun zur allgemeinen Überraschung ein Passus, der die Fluoridierung des Trinkwassers in Ausnahmefällen zuließ. Hanna Neumeister erklärte dazu, sie habe sich als Zahnärztin verpflichtet gefühlt, zu dem Problem der TWF und seiner Erwähnung in der Reform des Lebensmittelgesetzes Stellung zu nehmen. Die Ausnahmeermächtigung werde „ermöglichen, großangelegte Versuche über Effektivität, Organisationsform und Praktikabilität der verschiedenen Fluorapplikationen durchzuführen – vorrangig zur Gesunderhaltung der Bevölkerung, doch auch im Hinblick auf die Wirtschaftlichkeit dieser prophylaktischen Maßnahmen.“ Der Entwurf passierte ohne Diskussion des TWF-Passus die dritte Lesung im Bundestag und wurde am 15. August 1974 ausgefertigt und verkündet und trat als reformiertes Lebensmittelgesetz am 1. Januar 1975 in Kraft.

## Ehrungen
- 1967: Goldenes Sportabzeichen
- 1980: Verdienstkreuz 1. Klasse der Bundesrepublik Deutschland[15]
- 1980: Ehrenplakette der deutschen Zahnärzteschaft.[16]
- Ehrenmitgliedschaft in der Bundesvereinigung Prävention und Gesundheitsförderung.
- 1986: Großes Verdienstkreuz der Bundesrepublik Deutschland.[17]
- 1987: Wilhelm-von-Humboldt Plakette „Freiheit erhöht die Kraft“ des Bundesverbands der Freien Berufe.[17]
- 1990: Hildegard-von-Bingen-Medaille.[17]